# 中井一浩
中井 一浩（なかい かずひろ）は、日本の外交官。2021年9月から、在マイアミ日本国総領事館総領事を務め、2024年12月から、駐ホンジュラス特命全権大使を務める。

## 人物・経歴
上智大学外国語学部卒業。英国・オックスフォード大学で法学・哲学・経済学を修了。
1985年に外務省入省後、これまで安全保障、軍縮及び核不拡散の分野で多くの経験を有しており、1994年から1997年にかけて兵器関連物資等不拡散室首席事務官、2003年から2004年にかけて生物・化学兵器禁止条約室長、2008年から2010年にかけて衆議院調査局安全保障調査室次席調査員を務めた。
2010年から2012年において文部科学省に出向し、初等中等教育局国際教育課長を務めた。
2018年7月から2021年8月までスイスのジュネーブにある軍縮会議日本政府代表部において、公使等を務めた。また、当時、日本代表として多様な軍縮会議に出席した。生物兵器禁止条約の諦約国会合では2019年から2021年まで議長を務めた。
2021年9月から在マイアミ日本国総領事館総領事を務める。2024年12月から、駐ホンジュラス特命全権大使を務める。